# Polybotrya subquinquefida
Polybotrya subquinquefida là một loài dương xỉ trong họ Dryopteridaceae. Loài này được Mett. mô tả khoa học đầu tiên năm 1859.
Danh pháp khoa học của loài này chưa được làm sáng tỏ. 